# Etnometodologia
Etnometodologia é uma corrente sociológica desenvolvida primeiramente nos Estados Unidos a partir da década de 1960. Alguns anos depois, chegou à Europa. Trabalha com uma perspectiva de pesquisa compreensiva, em oposição à noção explicativa. A Etnometodologia considera que a realidade socialmente construída está presente na vivência cotidiana de cada um e que em todos os momentos podemos compreender as construções sociais que permeiam nossa conversa, nossos gestos, nossa comunicação, etc. 
Considera-se seu principal teórico Harold Garfinkel (1917-2011) que publicou o livro Studies in Ethnomethodology (Estudos sobre Etnometodologia), em 1967, apesar do amplo uso da consagrada expressão Etnologia nas ciências sociais, mais especificamente na Antropologia.
Para Haguette a diversidade de estudos e termos como etnobotânica, etnofisiologia, etnofísica, etc. revelavam que o termo "etno" referia-se a forma com que o membro de uma comunidade, fundamentado em conhecimentos de senso comum desenvolve estes conhecimentos sobre seu mundo circundante.
Uma melhor compreensão das proposições de Garfinkel e contexto faz necessária uma revisão das principais correntes teóricas que influenciaram o seu pensamento, sendo que destacamos neste trabalho três delas: a teoria da ação de Parsons (que fora seu orientador entre 1946 e 1952), a fenomenologia social de Alfred Schütz e o interacionismo simbólico de G. H. Mead desenvolvido pela “Escola de Chicago”.

## Contribuições relevantes
Entre os conceitos desenvolvidos pela etnometodologia podemos destacar:
Relatabilidade (ou accountability) -  a característica que permite aos atores sociais comunicarem e tornarem as atividades práticas racionais compartilháveis caracterizando a intersubjetividade e a constituição da ação social do conhecimento daí sua aproximação ao interacionismo simbólico;
A prática/realização ou seja das circunstâncias práticas e o raciocínio sociológico prático desenvolvido pelos atores no curso de suas atividades quotidianas, incluindo a recuperação e a análise do saber e senso comum; 
A indicialidade ou expressões complemento narrativo que só poderá ser desenvolvido pelos atores que possuírem o conhecimento contextual local no qual aquela fala se insere;
A reflexividade ou as práticas que ao mesmo tempo descrevem e constituem o
quadro social. sinais produzidas pelos atores que dão origem às ações sociais.